# Дейч, Феликс Львович
Феликс Львович Дейч (2 апреля 1937, Ростов-на-Дону — 27 августа 2019, Рига) — латвийский театральный режиссёр, актёр. Один из лучших театральных режиссёров Латвии.

## Биография
Родился 2 апреля 1937 года в Ростове-на-Дону. Первые театральные впечатления получил в Ростове-на-Дону, где жил с родителями: гастроли Камерного театра Таирова с Алисой Коонен, гастроли театра Юрия Завадского, с Верой Марецкой, Фаиной Раневской.
Окончил гидротехнический факультет Рижской сельхозакадемии. Работал по специальности гидротехника и параллельно учился у известного режиссёра Павла Хомского в театральной студии при Рижском ТЮЗе.
Работал в Рижском театре юного зрителя с Адольфом Шапиро, Рижском театре русской драмы, Государственном лиепайском театре, в Валмиерском драматическом театре.
Дейч много лет работал помощником режиссера Адольфа Шапиро.
В 1998 году Рижское латышское общество за успехи на театральном поприще присудило первый приз среди драматических спектаклей за сезон 1997 года постановке Феликса Дейча «Иванов» по пьесе Чехова.
В 2003 году Феликс Дейч был награждён высшей государственной наградой Латвийской Республики, орденом «Три звезды».
В ноябре 2012 года Феликс Дейч был награждён почетным призом «За вклад всей жизни» в рамках ежегодной национальной театральной премии «Ночь лицедеев».
В 2015 году Феликс Дейч был включён в число членов Латвийского театрального Золотого фонда.
Жил и работал в Риге и Валмиере.
Умер 27 августа 2019 года в Риге. Похоронен в Риге, на Новом еврейском кладбище Шмерли.

## Творчество

### Режиссёрские работы в театре
- 1967 — «Первый день» Владимира Маяковского. Рижский театр юного зрителя.
- 1974 — «Четыре капли» Виктора Розова. Рижский театр юного зрителя.
- 1977 —«Святая святых» И. Друце, Валмиерский государственный театр драмы им. Л.Паэгле, художник-постановщик Александр Орлов; «Сорок первый» Б.Лавренёва,  Валмиерский государственный театр драмы им. Л.Паэгле, художник-постановщик Александр Орлов;
- 1978 — В  Рижском театре юного зрителя вместе с художником-постановщиком Александром Орловым: «Золушка» по пьесе Е.Шварца; «Любовь моя, Электра» Л.Дьюрко, Остановите Малахова» В.Аграновского;
- 1979 —«Записки сумасшедшего» Николая Гоголя в  Рижском театре юного зрителя,художник-постановщик Александр Орлов;
- 1980 — «А всё-таки она вертится… или Гуманоид в небо мчится». Рижский театр юного зрителя, художник-постановщик Александр Орлов;
- 1981 — «Любовь» Людмилы Петрушевской, Рижский театр юного зрителя, художник-постановщик Александр Орлов;
- 1985 — «Том Сойер» по роману Марка Твена. Рижский театр юного зрителя.
- 1988  — «Тряпичная кукла» Уильяма Гибсона, Рижский театр юного зрителя, художник-постановщик Александр Орлов;
- 1997 — «Злой дух» (Рудольф Блауманис). Валмиерский драматический театр.[6]
- 1997 — «Немой жених» (Рудольф Блауманис). Валмиерский драматический театр.
- 1997 — «Иванов» (Антон Чехов). Валмиерский драматический театр.[6]
- 1999 — «Сирена и Виктория» (Александр Галин). Рижский театр русской драмы.[11]
- 2000 — «Песня кролика». Лиепайский театр «Мурис».[12]
- 2004 — «Король и шут» (Александр Борщаговский). Рижский театр русской драмы.[13]
- 2005 — «Все люди — кошки» (Мара Залите). Рижский театр русской драмы.[14]
- 2008 — «Без вины виноватые» (Александр Островский). Валмиерский драматический театр.[15][16]
- 2010 — «Целые дни напролёт под деревьями» (Маргерит Дюрас). Латвийский национальный театр.
- 2010 — «Записки сумасшедшего» (Николай Гоголь). Латвийский национальный театр. Режиссёр, сценограф, художник по костюмам.
- 2013 — «Васса Железнова» (Максим Горький). Валмиерский драматический театр.[17]
- 2014 — «Все мышки любят сыр» (Дьюла Урбан). Валмиерский драматический театр.
- 2016 — «Недоразумение» (Альбер Камю). Валмиерский драматический театр[18][19].
- 2018 — «AUGUSTA VAĻI» (Deivids Berijs). Валмиерский драматический театр.

### Роли в театре

#### Рижский театр юного зрителя
- 1964 — «Оловянные кольца» Тамары Габбе — Серебрино Скоробогаччио; Начальник караула
- 1964 — «Тень» Евгения Шварца — Учёный
- 1965 — «Гусиное перо» Семёна Лунгина — Учитель физкультуры
- 1965 — «Буратино» по сказке Алексея Толстого — Артемон
- 1966 — «Они и мы» Натальи Долининой — Толик Пивоваров
- 1966 — «Варшавский набат» Вадима Коростылёва — Клоун
- 1967 — «Винни Пух и все-все-все» по произведениям Алана Милна — Старый ослик ИА-ИА
- 1967 — «Первый день» Владимира Маяковского — «театральная импровизация»
- 1968 — «Синяя птица» Мориса Метерлинка — Душа Огня
- 1968 — «Обыкновенная история» по роману Ивана Гончарова Виктора Розова — Граф Новинский, дачный сосед Любецких
- 1969 — «Принц и нищий» по роману Марка Твена — Королевский шериф
- 1971 — «Винни Пух и его друзья» Алана Милна — Старый ослик ИА-ИА
- 1972 — «Валентин и Валентина» Михаила Рощина — Прохожий
- 1972 — «Человек похожий на самого себя» Зиновия Паперного — «Похороны русалки»; «Ночные встречи»; «Горизонт»; «Выйти замуж за старика»
- 1974 — «Бумбараш» по ранним произведениям Аркадия Гайдара Евгения Митько, Ю. Михайлова и Владимира Дашкевича — Парикмахер Леон
- 1974 — «Разные напевы» З. Халафяна — Геворгян
- 1977 — «Сказки Пушкина» — 1 корабельщик; Звездочёт
- 1979 — «История одного покушения» Семёна Лунгина и Ильи Нусинова — Лежен
- 1985 — «Приключения Буратино в Стране Дураков» по сказке Алексея Толстого — Карабас Барабас
- 1985 — «Чукоккала» по произведениям Корнея Чуковского — Бармалей; Таракан с шубой; Клоп

#### Валмиерский драматический театр
- 2009 — «Король Лир в богадельне» (реж. Отар Багатурия).[20][21]

### Роли в кино
- 1991 — «Дитя человеческое» (реж. Янис Стрейч) — Шмукшинс.

## Цитаты
- «Для меня в любой роли всегда очень важен был момент исповедальный — чтобы я мог сказать о том, что для меня интересно и близко. Даже играя в детском спектакле Карабаса, я хочу, чтобы ребёнок немножечко сопереживал ему тоже. Чтобы чувствовал доброту. Сплошная чернота — против моих внутренних правил. Я не могу это выдержать. Даже если бы мне довелось играть Гитлера, то, наверное, я и там нашёл бы в роли то, что отозвалось бы в зрителе. Я не могу быть прокурором в своей роли, я должен быть защитником. Потому что это неинтересно — уничтожить человека. Другое дело — сделать понятным, почему он такой»[2] — Феликс Дейч, 2000.

## Семья
- Кисляков, Александр Владленович (род. 1954) — племянник, российский художник[22].
- Дейч (Кислякова) Ива Львовна, год рождения 25 марта 1925 год, уроженка г.Рига. Сестра. Похоронена в России, г. Ростов-на-Дону 13.06.2000 г. Профессия - педагог.

Замужем с 03 августа 1948 года, (Опджонекидзовский ЗАГС Ростов-на-Дону) 
Супруг - Кисляков Владлен Петрович (09.07.1924-14.04.1997).Профессия - Юрист (прокуратура)
Дети:
Дочь - Кислякова Наталья Владленовна (28.12.1950-17.11.2004) Профессия - Юрист (адвакатура), 
Сын - Кисляков Александр Владленович (1954)Профессия - художник.
- Отец. Дейч Лев Абрамович, год рождения 1901, уроженец г.Рига. С 1921 по 1923, служил в Латышской армии. Прибыл в СССР из Латвии в 1927 г. Принял подданство СССР. Состоял членом ком партии Латвии (1919-1924). На этот период брат находился во Франции, другой брат, сестра и мать находились в Риге. В 1934 был исключён из партии. 20 апреля 1937, комиссией по Чистке рядов был восстановлен в партии. Далее, Ленинским райкомом ВКПб Ростова-на-Дону, был исключён из партии: «…за связь и укрывательство троцкистских бандитов - Сандлера и Бухарцева, связь с заграницей и скрытие этой связи от партии, как выходец из классово-чуждой среды, с темным политическим прошлым, обманным путём пролезшим в партию.» (Выдержка из Протокола N26 Заседаний Политбюро Ростовского Горкома ВКПб 03.10.1937) На момент возникновения «дела», работал заместителем председателя «Крайразнопромсоюз». Восстановлен в партии с изменением формулировки и заменой на выговор: «…за  притупление классовой бдительности объявить Дейч Л.А. выговор с предупреждением с занесением в личное дело…»

Далее, «… Комиссия партийного контроля при ЦК ВКПб, через Ростовский Горком ВКПб (из пр. зас.  Партколлегии КПК N235 п. 23 от 27…..1937) ознакомить Дейч Л.А. Постановили: Отменить решение Ростовского Горкома ВКПб от 03.10.1937 исключить Дейч Л.А. из членов ВКПб за связь с врагами народа и сомнительного в прошлом. Особо: Предложить Секретарю Ростовского Горкома ВКПб тов. Васильеву немедленно отобрать партийный билет находящийся на руках Дейч Л.А…»
Репрессирован. Расстрелян. Постановление Тройки 04 октября 1938 г. в отношении Дейч Лев Абрамовича.
14 апреля 1956 г. Военным Трибуналом Северо-Кавквзского Военного Округа (дело N2/230). «…Дело по обвинению Дейч Льва Абрамовича, 1901 год рождения, уроженца г.Рига, пересмотрено 09 апреля 1956 года. Постановление Тройки от 04 октября 1938 года в отношении Дейч Льва Абрамовича - отменено и дело за отсутствием состава преступления прекращено.» Реабилитирован посмертно.
- Мать. Дейч Софья Павловна (16.01.1904 - 05.02.1996), уроженка г. Резекне, Латвия. В 1928 году эмигрировала из Латвии в СССР. Приняла Советское подданство. Поселилась в г.Ростове-на-Дону. Работала на фабрике «ДГТФ». Тех секретарь парткома с 1932г по 1935г. Член ВКБ (б) с 1930г. В 50х годах вернулась с сыном Феликсом в Советскую Латвию, в г. Рига. Похоронена на Новом еврейском кладбище «Шмерли».